# Crithagra dorsostriata
El serín dorsiestriado o canario de vientre blanco (Crithagra dorsostriata) es una especie de ave paseriforme en la familia Fringillidae nativa del África subsahariana.

## Distribución geográfica y hábitat
Habita en sabanas secas de Etiopía, Kenia, Somalia, Sudán del Sur, Tanzania y Uganda.

## Taxonomía
Anteriormente era clasificado en el género Serinus, pero análisis filogenéticos, sobre la base de secuencias de ADN mitocondrial y nuclear, encontraron que el género era polifilético. Por lo tanto, el género fue dividido y un buen número de especies, incluyendo el serín dorsiestriado, fueron trasladados al género resucitado Crithagra.

## Subespecies
Se reconocen tres subespecies:
- C. d. dorsostriata Reichenow, 1887– en el sureste de Uganda, el oeste de Kenia y el noroeste de Tanzania;
- C. d. maculicollis (Sharpe, 1895)– en Somalia, Etiopía, Sudán del Sur, el noreste de Uganda y el norte de Kenia;
- C. d. taruensis (van Someren, 1921)– resto de Kenia y noreste de Tanzania.